# Survivor Series: WarGames 2024
Survivor Series WarGames 2024 è stata la trentottesima edizione dell'omonimo evento in pay-per-view prodotto annualmente dalla WWE e si svolto il 30 novembre 2024 alla Rogers Arena di Vancouver, trasmesso in diretta su Peacock negli Stati Uniti e sul WWE Network nel resto del mondo.
Annunciato il 1º agosto 2024, è la terza edizione di Survivor Series a svolgersi in Canada, dopo l'edizione del 1997 e quella del 2016, ma la prima a tenersi a Vancouver. È il primo evento WWE a Vancouver dai tempi di Rock Bottom: In Your House (1998). Questo è stato anche l'ultimo premium live event della compagnia ad essere trasmesso sul WWE Network e su Peacock, poiché da gennaio 2025 verranno trasmessi in esclusiva su Netflix.

## Storyline
Dal 2021 al 2023, Roman Reigns e i suoi cugini, gli Usos (Jey Uso e Jimmy Uso) guidarono la stable Bloodline, gestita da Paul Heyman, detenendo rispettivamente sia l'Undisputed WWE Universal Championship che l'Undisputed WWE Tag Team Championship, fino alle loro sconfitte a WrestleMania 39 e XL. Sempre in questo periodo, Sami Zayn si unì come membro onorario fino a gennaio 2023, con il fratello minore degli Usos Solo Sikoa che si unì a loro. Dopo una lotta interna, gli Usos lasciarono il gruppo e ne uscirono vittoriosi durante la Bloodline Civil War a Money in the Bank 2023; tuttavia, gli Usos si divisero, con Jey che si trasferì a Raw e Jimmy che rimase a SmackDown e si riunì alla Bloodline, ma nonostante fossero in roster diversi, ciò portò ad un incontro a WrestleMania XL dove Jey sconfisse Jimmy. Inoltre, Reigns perse l'Undisputed WWE Universal Championship contro Cody Rhodes all'evento. Nei mesi successivi alla sconfitta di Reigns, Sikoa assunse la leadership della Bloodline mentre esiliava forzatamente Jimmy ed Heyman e scomunicava Reigns, aggiungendo successivamente Tama Tonga, Tonga Loa e Jacob Fatu. Reigns tornò a SummerSlam, iniziando una rivalità con Sikoa, mentre Jimmy tornò a Bad Blood, che portò a una reunion di Reigns e degli Usos. A Crown Jewel, Reigns e gli Usos persero contro Sikoa, Fatu e Tama dopo l'interferenza di Loa, con Sikoa che schienò Reigns. Dopo il match, la Bloodline di Sikoa era in superiorità numerica rispetto a Reigns e gli Usos finché Zayn non arrivò per salvarli, tuttavia Zayn eseguì accidentalmente un Helluva Kick destinato a Sikoa su Reigns. Nel seguente Raw, Zayn venne affrontato dagli Usos, con Jimmy che sosteneva che Zayn aveva attaccato Reigns di proposito. Jey esortò quindi Zayn ad apparire a SmackDown di quella settimana per fare ammenda con Reigns. A SmackDown, Zayn disse a Reigns che il calcio era stato un incidente e affermò che era bello fare squadra di nuovo con Reigns e gli Usos, tuttavia, si sarebbe riunito con loro contro la Bloodline di Sikoa solo se Reigns si fosse scusato con Jey per i maltrattamenti che aveva subito in passato, ma Reigns rifiutò. Più tardi quella notte, Reigns affrontò Sikoa e la sua Bloodline con Sikoa che sfidò Reigns e una squadra da lui scelta a un match di WarGames a Survivor Series: WarGames. Sikoa presentò quindi Zayn come il quinto membro della sua squadra, tuttavia, Zayn attaccò Sikoa con Reigns che riconobbe Zayn, riunendo ufficialmente l'iterazione originale della Bloodline (Reigns, gli Usos e Zayn). Venne poi annunciato che avrebbero affrontato la nuova Bloodline in un match WarGames all'evento con un quinto membro di ogni team da determinare. Nell'episodio del 15 novembre di SmackDown, la Bloodline di Sikoa reclutò Bronson Reed da Raw, mentre la settimana successiva Heyman tornò e rivelò il suo vecchio cliente, CM Punk da Raw, come il quinto membro della Bloodline originale. Nell'episodio del 29 novembre di SmackDown, Punk spiegò che si era unito al team di Reigns per vendicarsi di ciò che la Bloodline di Sikoa aveva fatto a Heyman e che Heyman gli doveva un favore per aver accettato il match. Più tardi quella notte, Fatu sconfisse Jey per guadagnare il vantaggio nel WarGames.
A SummerSlam, Gunther sconfisse Damian Priest per vincere il World Heavyweight Championship. Tre mesi dopo, nell'episodio del 4 novembre di Raw, Priest vinse un fatal four-way match per guadagnarsi una rivincita per il titolo, che venne confermata per Survivor Series: WarGames.
A Bad Blood, Liv Morgan difese il Women's World Championship di Raw contro Rhea Ripley, match che Ripley vinse per squalifica dopo essere stata attaccata dalla rientrante Raquel Rodriguez – Morgan mantenne il titolo poiché essi non cambiano di mano per squalifica o conteggio a meno che non sia stipulato. Rodriguez divenne successivamente un membro del Judgment Day insieme a Morgan. Nell'episodio del 29 ottobre di NXT, Ripley venne brutalmente attaccata da Morgan e Rodriguez nel parcheggio del WWE Performance Center, subendo una lesione all'osso orbitale, che la tenne fuori dall'azione a tempo indeterminato. A Crown Jewel il 2 novembre, Morgan sconfisse la WWE Women's Champion di SmackDown Nia Jax per vincere il primo WWE Women's Crown Jewel Championship dopo l'interferenza di Rodriguez e "Dirty" Dominik Mysterio. Nella puntata successiva di Raw, Morgan, Rodriguez e Mysterio festeggiarono la sua vittoria prima di essere interrotti dalle WWE Women's Tag Team Champions Bianca Belair e Jade Cargill e ne seguì una rissa tra i due team. Più tardi quella notte, si tenne una battle royal per determinare la successiva sfidante della Morgan, durante la quale Morgan e Rodriguez eliminarono Belair e Cargill nonostante non fossero coinvolte nel match, che venne infine vinto da Iyo Sky. Belair e Cargill sconfissero poi Morgan e Rodriguez nell'episodio successivo per conservare i loro titoli. Nell'episodio di SmackDown di quel venerdì, Morgan e Rodriguez attaccarono Belair e Cargill nel backstage durante la difesa del titolo della Jax contro Naomi, che alla fine vinse dopo l'interferenza delle sue alleate, Tiffany Stratton e Candice LeRae. Nell'episodio successivo di Raw, Belair, Cargill, Naomi e Sky si confrontarono con Morgan, Rodriguez, Jax, Stratton e LeRae prima che Ripley facesse un ritorno a sorpresa come quinto membro del team della Belair. Ripley dichiarò il WarGames e i due team si sarebbero scontrati con un match WarGames successivamente programmato per Survivor Series: WarGames. Durante l'episodio del 22 novembre di SmackDown, Cargill venne attaccata nel backstage da un aggressore sconosciuto, che la tenne fuori dall'azione a tempo indeterminato. Tre giorni dopo a Raw, Belair sconfisse Jax dopo l'interferenza di Bayley per ottenere il vantaggio nel WarGames. Bayley venne successivamente aggiunta al team della Belair come sostituto della Cargill.
Nella puntata di Raw del 18 novembre, Bron Breakker difese l'Intercontinental Championship contro Sheamus. Durante il match, Ludwig Kaiser dell'Imperium, che era stato coinvolto in una rivalità con Sheamus negli ultimi mesi, attaccò Breakker, causando una vittoria per squalifica per Breakker che mantenne il titolo. La settimana successiva, Breakker affrontò Kaiser in un match non valido per il titolo, che si concluse con una vittoria per squalifica per Kaiser dopo che Sheamus lo attaccò. Successivamente scoppiò una rissa tra tutti e tre gli uomini. Il direttore generale di Raw Adam Pearce decise quindi che Breakker difendesse il titolo contro Sheamus e Kaiser in un triple threat match a Survivor Series: WarGames.
Dopo la difesa con successo da parte di LA Knight dell'United States Championship nell'episodio del 15 novembre di SmackDown, egli venne brutalmente attaccato da uno Shinsuke Nakamura di ritorno, che avrebbe attaccato Knight ancora una volta la settimana successiva dopo un'altra vittoriosa difesa del titolo. Durante l'episodio del 25 novembre di Raw, venne annunciato che Knight avrebbe difeso il titolo contro Nakamura a Survivor Series: WarGames.

## Risultati
| # | Match | Stipulazione                                                 | Durata |
| - | --- | ------------------------------------------------------------ | ------ |
| 1 | Rhea Ripley, Bianca Belair, Bayley, Naomi e Iyo Sky hanno sconfitto Liv Morgan, Nia Jax, Raquel Rodríguez, Tiffany Stratton e Candice LeRae | WarGames match                                               | 38:15  |
| 2 | Shinsuke Nakamura ha sconfitto LA Knight (c)                                                                                                | Single match per il WWE United States Championship           | 9:45   |
| 3 | Bron Breakker (c) ha sconfitto Sheamus e Ludwig Kaiser                                                                                      | Triple threat match per il WWE Intercontinental Championship | 14:25  |
| 4 | Gunther (c) ha sconfitto Damian Priest | Single match per il World Heavyweight Championship           | 19:20  |
| 5 | Roman Reigns, Sami Zayn, Jimmy Uso, Jey Uso e CM Punk hanno sconfitto Solo Sikoa, Jacob Fatu, Tama Tonga, Tonga Loa e Bronson Reed          | WarGames match                                               | 41:55  |